# Hrabstwo Osage (Kansas)
Hrabstwo Osage – hrabstwo położone w USA w stanie Kansas z siedzibą w mieście Lyndon. Założone w 1859 roku.

## Miasta
- Osage City
- Carbondale
- Lyndon
- Burlingame
- Overbrook
- Scranton
- Quenemo
- Melvern
- Olivet
- Vassar (CDP)

## Sąsiednie Hrabstwa
- Hrabstwo Shawnee
- Hrabstwo Douglas
- Hrabstwo Franklin
- Hrabstwo Coffey
- Hrabstwo Lyon
- Hrabstwo Wabaunsee